# Mónica Fonseca
Mónica Fonseca Delgadillo (Miami, 10 de junio de 1982) es una periodista, presentadora y actriz colombiana-estadounidense.
Condujo junto con Olivia Peralta The Fabulist, del canal E Latinoamérica, que se enfoca en tendencias y estilos de vida. Presentadora del reality #Empoderadas que se transmitió por Fox Life. Además de estar vinculada con CNET Networks, tiene un segmento en Despierta América, llamado "Las Mujeres También Hablamos de Tecnología", y fue presentadora de "Show Business Extra" para V-me, que es transmitido a nivel nacional en los Estados Unidos para el público hispano. También participa en varias campañas publicitarias de productos para bebés y es activista de la lucha contra el cáncer.
Fonseca es embajadora de la Fundación Juan Felipe Gómez Escobar, embajadora de Medio Ambiente para Naciones Unidas, embajadora Audi y vocera contra el maltrato a la mujer y la lucha contra el cáncer de seno para la fundación Avon. Ha oficiado como miembro de la junta directiva de la fundación Natalia Ponce De León.

## Biografía

### Inicios
Inició su vida laboral cuando era una niña al lado de su padre Carlos Fonseca Zárate, ex Viceministro de Ambiente para Colombia. Inspirada siempre en su ejemplo, trabajó como asistente de él en varios proyectos ambientales, congresos y conferencias desde muy pequeña. Empezó a estudiar Ciencia Política en la Universidad De Los Andes y viajó a Maryland, Estados Unidos, donde continuó con sus estudios y trabajó en una ONG llamada Environmental Solutions, donde estuvo encargada del proyecto para web de la enciclopedia Áreas Marítimas Del Caribe en su edición digital en español.
Junto con un grupo de amigos producía desfiles de moda desde que tenía 15 años y es así como llegó al modelaje. Su primera aparición en televisión fue para CityTV como presentadora invitada de RadioCity en donde cubrió eventos de moda para el canal. En 2001 trabajó como presentadora en el canal bogotano CityTV, en los programas Citynoticias (presentaba la sección de entretenimiento), RadioCity y la CityCápsula.

### Reconocimiento
En 2004, ingresó a Caracol Radio y participó en varias emisoras de la cadena, entre ellas Los 40 Principales, en las que formaba parte del programa matutino A despertar, por el cual obtuvo premio Shock a mejor voz radial comercial ese mismo año por votación del público. Tiempo después hizo parte de la mesa de trabajo del programa La Ventana de Caracol Radio. En 2005, Fonseca deja City TV para presentar por el Canal Uno el programa Hola Escola de las 20:00 a las 21:00, junto al también presentador, director y músico argentino César Escola. Programa que fue merecedor de una estatuilla de los premios India Catalina.
En el segundo trimestre de 2005, Mónica llegó al Canal Caracol, presentando el programa humorístico También caerás, junto al cantante, presentador y actor Moisés Angulo. En octubre de este mismo año, Mónica reemplazó a la presentadora Adriana Tono en la sección de entretenimiento del noticiero de televisión Caracol Noticias. Hizo cubrimientos especiales de reinados y ferias en toda Colombia, estuvo nominada por la Revista TV y Novelas, como mejor presentadora de Entretenimiento por su trabajo en Caracol Noticias.
Fonseca presentó en el canal Discovery Travel & Living un programa que en el que visitó distintos lugares en Latinoamérica y dio a conocer estilos de vida, viajes, hoteles boutiques, spas y hoteles de lujo.
En 2006, Mónica deja La Ventana para ser parte de la mesa de trabajo del programa con mayor número de oyentes de la tarde La Hora Del Regreso de W Radio, dirigido por Julio Sánchez Cristo. En febrero de 2007, el director de noticias Álvaro García, la contrata para presentar la edición de la mañana de Noticias RCN, donde simultáneamente Mónica propone crear un espacio dedicado a la tecnología, es así como nace Mundo digital; sección que dirigió y presentó durante seis años. En este año fue la conductora del programa 13 Pasos para el canal Cosmopolitan, y donde empezó una relación de corta duración con el actor mexicano Mark Tacher.
En 2008, Claudia Gurisatti la invita a hacer parte del talento de NTN24 y tener un espacio diario de 30 minutos. Mónica crea y dirige Ciencia, Salud y Tecnología hasta 2013, espacio reconocido y premiado por los mismos expertos en las materias. Más adelante presenta Planeta Gente, nominada por este último a un premio India Catalina.
En 2011 ingresó al programa Los Originales de la emisora La X de la cadena Radial Todelar junto a Jaime Sánchez Cristo y su mesa de trabajo. Ese mismo año fue invitada de jurado por el canal Glitz para Project Runway Latin America. En agosto de ese año se casó con el actor y productor Juan Pablo Raba en una ceremonia privada en la ciudad de Miami. La pareja tiene un hijo, Joaquín Raba Fonseca, nacido el 19 de julio de 2012.
Mónica Fonseca ha sido vocera e imagen de marcas y firmas como Huggies, Mother Care, Pepa Pombo, Amelia Toro, Pink Filosofy, Apple, Almacenes Éxito, UNE, Pantene, L'Oréal, Despegar.com, BlackBerry, Seven-Seven Belier, Rowenta, Listerine, Ministerio de Trabajo y Adriana Arango.

## Premios y reconocimientos
- Premios Revista Infashion
- Festival Música Clásica en Cartagena
- Premios TvyNovelas (en diferentes categorías)
- Mapa del Poder Revista Semana, Personas más influyentes en medios digitales en Colombia[12]